# 1996年夏季奥林匹克运动会关岛代表团
1996年夏季奥林匹克运动会关岛代表团是关岛派出的1996年夏季奥林匹克运动会代表团。